# Lee Yeon-hee
Lee Yeon Hee (sinh ngày 9 tháng 1 năm 1988) là một nữ diễn viên, người mẫu người Hàn Quốc trực thuộc SM Entertainment. Cô ra mắt lần đầu tiên trong MV "ALONE" của ca sĩ Moon Hee Jun vào năm 2001 và tham gia phim truyền hình đầu tay Hải thần, vai Jung Hwa lúc trẻ vào năm 2004. Phim điện ảnh đầu tay của cô là Mối tình đầu của triệu phú với vai Eun Hwan vào năm 2006.

## Tiểu sử
Mùa hè năm 2001, cô tham gia thi tuyển tại SM Entertainment với việc tự diễn xuất độc thoại, tạo dáng làm người mẫu ảnh và hát ca khúc "Until the End of the World" của thành viên Dana nhóm CSJH. Cuối cùng cô giành giải "Best Feature" tại Cuộc thi tuyển chọn thanh thiếu niên xuất sắc lần thứ 2 năm đó.
Sau khi gia nhập SM, cô được đào tạo bài bản về diễn xuất, vũ đạo và thanh nhạc cùng với người bạn thân là nữ ca sĩ BoA.
Lee Yeon Hee theo học trường trung học Bundang và Đại học Chung Ang chuyên ngành Diễn xuất.

## Sự nghiệp
Ngay sau khi gia nhập SM, cô tham gia đóng các clip ca nhạc của các nghệ sĩ SM, như Moon Hee Jun, Kangta, Shinhwa và Fly to the Sky, cùng với Kim Bomi (nhóm M.I.L.K.) và Lina (CSJH The Grace), từ đó cô được mệnh danh là "Cô gái MV của SM".
Trong khoảng một năm, cô xuất hiện trong 8 phim ca nhạc trong khi Kim Bomi chỉ có 5 trong vòng 2 năm. Mặc dù thường xuyên xuất hiện với vai trò người mẫu tạp chí, diễn viên quảng cáo nhưng đến tận năm 2004 cô mới chính thức ra mắt với vai phụ trong phim cổ trang ăn khách Hải thần. Vài tháng sau, cô xuất hiện trong phần sau của Đứa con yêu quý của tôi và Phục sinh. Đó là thời gian bận rộn nhất của Lee Yeon Hee với những hợp đồng quảng cáo và làm người mẫu cho nhiều tạp chí.	 
Lee Yeon Hee có bước đột phá với phim Mối tình đầu của triệu phú, đóng vai chính bên cạnh Hyun Bin. Cô quyết tâm "diễn hết sức có thể với tất cả những gì đã học được" cho lần đầu xuất hiện trên màn ảnh rộng. Qua bộ phim, cô cũng ra mắt trong lĩnh vực âm nhạc với ca khúc nhạc nền "Do Re Mi" và "Insa".
Biệt danh "cô gái MV" của Yeon Hee càng trở nên nổi tiếng sau khi cô góp mặt trong phim ca nhạc Timeless của Trương Lực Doãn, bên cạnh Hàn Canh và Choi Siwon của Super Junior. Hai năm sau, bộ ba tái hợp trong "I WILL" và "The Left Shore of Happiness (Lovers)" của Trương Lực Doãn.
Sau khi nhóm nữ SNSD ra mắt, cô tiết lộ rằng nếu cô không quyết định đi theo nghiệp diễn, cô sẽ là thành viên đầu tiên của SNSD, và đã cùng tập luyện ca hát và vũ đạo trước khi nhóm ra mắt.
Năm 2008, cô tham gia một số vai chính của phim truyền hình Phía Đông vườn địa đàng, bên cạnh Song Seung Hun, Lee Da Hae. Năm 2009, với vai trò người mẫu minh họa cho ca khúc Sorry, Sorry trong album thứ ba của Super Junior.

## Danh sách phim

### Phim điện ảnh
| Năm  | Phim                       | Vai       |
| ---- | -------------------------- | --------- |
| 2006 | Mối tình đầu của triệu phú | Eun Whan  |
| 2007 | M                          | Mi Mi     |
| 2007 | My Love                    | So Hyun   |
| 2008 | Hello Schoolgirl           | Soo Yeong |

### Phim truyền hình
| Năm  | Đài | Phim                                      | Vai                    |
| ---- | --- | ----------------------------------------- | ---------------------- |
| 2004 | KBS | Hải thần (해신)                           | Jung Hwa lúc trẻ       |
|      | KBS | Đứa con yêu quý của tôi (내사랑 금지옥엽) | Yeon Ji                |
| 2005 | KBS | Phục sinh (부활)                          | Kang Shin Young        |
| 2006 | MBC | Một ngày tốt lành (어느 멋진 날)          | Goo Hyo Ju             |
| 2008 | OCN | U-Turn                                    |                        |
|      | MBC | Phía Đông vườn địa đàng (에덴의 동쪽)     | Gook Young Ran (Grace) |
| 2009 | SBS | Đồng cỏ thiên đường                       | Lee Da Ji              |
| 2012 | SBS | Ghost (유령)                              | Yoo Kang-mi            |
| 2013 | MBC | Gu Family Book                            | Yoon Seo Hwa           |
| 2013 | MBC | Miss Korea                                | Oh Ji-young            |

### Kinh nghiệm
- 2001: "ALONE" – Moon Hee Jun
- 2001: "Our Story" – Moon Heejun
- 2002: "Pine Tree" – Kangta
- 2002: "Thanks God" – Kangta
- 2002: "Love Vs. Memories" – Kangta
- 2002: "Condition of My Heart" – Fly to the Sky
- 2002: "HERO" – Shinhwa
- 2002: "Proposing" – Kangta
- 2003: "Habit" – Fly to the Sky
- 2004: "My Little Princess" – TVXQ
- 2004: "The Way U Are" – TVXQ
- 2005: "Persona" – Kangta
- 2006: "Timeless" – Zhang Liyin và Xiah Junsu
- 2008: "Star Wish (I Will)" – Zhang Liyin
- 2008: "The Left Shore of Happiness" – Zhang Liyin
- 2008: "M-net Love Song 2008"
- 2009: "Wizard Of Oz" – Clazziquai
- 2010: "Miss you" – S.M The Ballad

### Âm nhạc
- 2009: "Club No.1" trong Sorry, Sorry – Super Junior

## Giải thưởng
- 2008 MBC Drama Awards: Giải thưởng diễn viên mới xuất sắc nhất (Phía Đông vườn địa đàng)
- 2008 MBC Drama Awards: Giải thưởng nữ diễn viên được yêu thích nhất (Phía Đông vườn địa đàng)
- 2008 MBC Drama Awards: Giải cặp đôi đẹp nhất (với Song Seung Hun trong Phía Đông vườn địa đàng)
- 2008 Golden Cinematography Awards lần thứ 31: Giải thưởng diễn viên mới (M)[2]